# Atypopenaeus formosus
Atypopenaeus formosus är en kräftdjursart som beskrevs av Dall 1957. Atypopenaeus formosus ingår i släktet Atypopenaeus och familjen Penaeidae. Inga underarter finns listade i Catalogue of Life.